# Norvég labdarúgókupa
A norvég labdarúgókupa, hivatalos nevén Norgesmesterskapet i fotball for herrer egy évenként megrendezett, kieséses rendszerű labdarúgókupa-sorozat Norvégiában. A sorozatot 1902-ben alapították, a legsikeresebb klub az Odd 12 győzelemmel.

## Az eddigi győztesek
| (R)      | Replay                                |
| *        | Hosszabbítás után                     |
| †        | Büntetők után                         |
| Félkövér | A bajnokságot és a kupát is megnyerte |
| Dőlt     | Alacsonyabb osztályú csapat           |

| Szezon     | Győztes          | Eredmény                  | Ezüstérmes     | Játékvezető                               | Helyszín                          | Nézőszám |
| ---------- | ---------------- | ------------------------- | -------------- | ----------------------------------------- | --------------------------------- | -------- |
| 2021–22    | Molde            | 1 - 0                     | Bodø/Glimt     | Rohit Saggi                               | Ullevaal Stadion, Oslo            | 19 567   |
| 2020       |                  | Eltörölték                |                |                                           |                                   |          |
| 2019       | Viking           | 1 - 0                     | Haugesund      | Espen Eskås, (Bækkelagets SK)             | Ullevaal Stadion, Oslo            | 21 895   |
| 2018       | Rosenborg        | 4 - 1                     | Strømsgodset   | Trond Ivar Døvle, (Fjellhamar FK)         | Ullevaal Stadion, Oslo            | 22 182   |
| 2017       | Lillestrøm       | 3 - 2                     | Sarpsborg 08   | Ola Hobber Nilsen, (Nordstrand IF)        | Ullevaal Stadion, Oslo            | 25 091   |
| 2016       | Rosenborg        | 4 - 0                     | Kongsvinger    | Tore Hansen, (Feda IL)                    | Ullevaal Stadion, Oslo            | 26 912   |
| 2015       | Rosenborg        | 2 – 0                     | Sarpsborg 08   | Ken Henry Johnsen, (Husoy & Foynland IF)  | Ullevaal Stadion, Oslo            | 26 507   |
| 2014       | Molde            | 2 – 0                     | Odd            | Dag Vidar Hafsås, (Kolstad Fotball)       | Ullevaal Stadion, Oslo            | 26 528   |
| 2013       | Molde            | 4 – 2                     | Rosenborg      | Svein Oddvar Moen, (SK Haugar)            | Ullevaal Stadion, Oslo            | 24 824   |
| 2012       | Hødd             | 1 - 1 † (4–2 büntetőkkel) | Tromsø         | Kjetil Sælen, (Arna-Bjørnar)              | Ullevaal Stadion, Oslo            | 24 217   |
| 2011       | Aalesund         | 2 – 1                     | Brann          | Svein-Erik Edvartsen, (Hamar IL)          | Ullevaal Stadion, Oslo            | 25 032   |
| 2010       | Strømsgodset     | 2 – 0                     | Follo          | Tom Harald Hagen, (Grue IL)               | Ullevaal Stadion, Oslo            | 24 500   |
| 2009       | Aalesund         | 2 - 2† (5–4 büntetőkkel)  | Molde          | Kristoffer Helgerud, (Lier IL)            | Ullevaal Stadion, Oslo            | 25 500   |
| 2008       | Vålerenga        | 4 – 1                     | Stabæk         | Svein Oddvar Moen, (SK Haugar)            | Ullevaal Stadion, Oslo            | 24 823   |
| 2007       | Lillestrøm       | 2 – 0                     | Haugesund      | Per Ivar Staberg, (Harstad IL)            | Ullevaal Stadion, Oslo            | 24 361   |
| 2006       | Fredrikstad      | 3 – 0                     | Sandefjord     | Tom Henning Øvrebø, (Nordstrand IF)       | Ullevaal Stadion, Oslo            | 25 102   |
| 2005       | Molde            | 4 - 2 *                   | Lillestrøm     | Brage Sandmoen, (Kjelsås IL)              | Ullevaal Stadion, Oslo            | 25 182   |
| 2004       | Brann            | 4 – 1                     | Lyn            | Espen Berntsen, (Vang FL)                 | Ullevaal Stadion, Oslo            | 25 458   |
| 2003       | Rosenborg        | 3 – 1 *                   | Bodø/Glimt     | Terje Hauge, (Olsvik IL)                  | Ullevaal Stadion, Oslo            | 25 447   |
| 2002       | Vålerenga        | 1 – 0                     | Odd            | Tommy Skjerven, (Kaupanger IL)            | Ullevaal Stadion, Oslo            | 25 481   |
| 2001       | Viking           | 3 – 0                     | Bryne          | Kjell Alseth, (Stjørdals/Blink)           | Ullevaal Stadion, Oslo            | 25 823   |
| 2000       | Odd              | 2 – 1 *                   | Viking         | Frode Kvam, (Strindheim IL)               | Ullevaal Stadion, Oslo            | 24 864   |
| 1999       | Rosenborg        | 2 – 0                     | Brann          | Tom Henning Øvrebø, (Nordstrand IF)       | Ullevaal Stadion, Oslo            | 25 296   |
| 1998       | Stabæk           | 3 – 1 *                   | Rosenborg      | Rune Pedersen, (SK Sprint/Jeløy)          | Ullevaal Stadion, Oslo            | 23 251   |
| 1997       | Vålerenga        | 4 – 2                     | Strømsgodset   | Roy Helge Olsen, (Harstad IL)             | Ullevaal Stadion, Oslo            | 22 678   |
| 1996       | Tromsø           | 2 – 1                     | Bodø/Glimt     | Terje Hauge, (Lyngbø SK)                  | Ullevaal Stadion, Oslo            | 22 683   |
| 1995 (Ú)   | Rosenborg        | 3 – 1                     | Brann          | Rune Pedersen, (SK Sprint/Jeløy)          | Ullevaal Stadion, Oslo            | 20 076   |
| 1995       | Rosenborg        | 1 – 1 *                   | Brann          | Jon E. Skjervold, (Fet IL)                | Ullevaal Stadion, Oslo            | 27 561   |
| 1994       | Molde            | 3 – 2                     | Lyn            | Terje Singsaas, (Rosenborg)               | Ullevaal Stadion, Oslo            | 24 524   |
| 1993       | Bodø/Glimt       | 2 – 0                     | Strømsgodset   | Sven Kjelbrott, (Haugerud IF)             | Ullevaal Stadion, Oslo            | 26 315   |
| 1992       | Rosenborg        | 3 – 2                     | Lillestrøm     | Rune Pedersen, (SK Sprint/Jeløy)          | Ullevaal Stadion, Oslo            | 28 217   |
| 1991       | Strømsgodset     | 3 – 2                     | Rosenborg      | Roy Helge Olsen, (Frigg Oslo)             | Ullevaal Stadion, Oslo            | 27 240   |
| 1990       | Rosenborg        | 5 – 1                     | Fyllingen      | Arild Haugstad, (Faaberg Fotball)         | Ullevaal Stadion, Oslo            | 30 000   |
| 1989 (Ú)   | Viking           | 2 – 1                     | Molde          | Egil Nervik, (SK Freidig)                 | Ullevaal Stadion, Oslo            | 9 856    |
| 1989       | Viking           | 2 – 2 *                   | Molde          | Rune Pedersen, (SK Sprint/Jeløy)          | Ullevaal Stadion, Oslo            | 23 000   |
| 1988 (Ú)   | Rosenborg        | 2 – 0                     | Brann          | Thorodd Presberg, (Strømsgodset)          | Ullevaal Stadion, Oslo            | 23 700   |
| 1988       | Rosenborg        | 2 – 2 *                   | Brann          | Bjørn Kronborg, (Faaberg Fotball)         | Ullevaal Stadion, Oslo            | 23 500   |
| 1987       | Bryne            | 1 – 0 *                   | Brann          | Kjell Nordby, (Rygge IL)                  | Ullevaal Stadion, Oslo            | 23 080   |
| 1986       | Tromsø           | 4 – 1                     | Lillestrøm     | Egil Nervik, (SK Freidig)                 | Ullevaal Stadion, Oslo            | 22 000   |
| 1985       | Lillestrøm       | 4 – 1                     | Vålerenga      | Tore Hollung, (Østsiden IL)               | Ullevaal Stadion, Oslo            | 18 500   |
| 1984 (Ú)   | Fredrikstad      | 3 – 2                     | Viking         | Einar Halle, (Molde)                      | Ullevaal Stadion, Oslo            | 15 993   |
| 1984       | Fredrikstad      | 3 – 3 *                   | Viking         | Per Arne Larsgård, (Sandefjord BK)        | Ullevaal Stadion, Oslo            | 23 668   |
| 1983       | Moss             | 2 – 0                     | Vålerenga      | Thorodd Presberg, (Strømsgodset)          | Ullevaal Stadion, Oslo            | 23 000   |
| 1982       | Brann            | 3 – 2                     | Molde          | Torbjørn Aass, (SK Brage)                 | Ullevaal Stadion, Oslo            | 24 000   |
| 1981       | Lillestrøm       | 3 – 1                     | Moss           | Jan Erik Olsen, (Drammens BK)             | Ullevaal Stadion, Oslo            | 22 895   |
| 1980       | Vålerenga        | 4 – 1                     | Lillestrøm     | Einar Halle, (Molde)                      | Ullevaal Stadion, Oslo            | 23 000   |
| 1979       | Viking           | 2 – 1                     | Haugar         | Ivar Fredriksen, (Lillestrøm SK)          | Ullevaal Stadion, Oslo            | 25 000   |
| 1978       | Lillestrøm       | 2 – 1                     | Brann          | Reidar Bjørnestad, (IL Sandviken)         | Ullevaal Stadion, Oslo            | 23 534   |
| 1977       | Lillestrøm       | 1 – 0                     | Bodø/Glimt     | Rolf Haugen, (Lillehammer FK)             | Ullevaal Stadion, Oslo            | 22 648   |
| 1976       | Brann            | 2 – 1                     | Sogndal        | Odd Johannessen, (Vang FL)                | Ullevaal Stadion, Oslo            | 22 834   |
| 1975       | Bodø/Glimt       | 2 – 0                     | Vard Haugesund | Kaare Lindboe, (FK Vidar)                 | Ullevaal Stadion, Oslo            | 24 778   |
| 1974       | Skeid            | 3 – 1                     | Viking         | Egil Bergstad, (Borre IF)                 | Ullevaal Stadion, Oslo            | 14 276   |
| 1973       | Strømsgodset     | 1 – 0                     | Rosenborg      | Svein-Inge Thime, (Stavanger)             | Ullevaal Stadion, Oslo            | 23 209   |
| 1972       | Brann            | 1 – 0                     | Rosenborg      | Kjell Wahlen, (Skeid)                     | Ullevaal Stadion, Oslo            | 17 700   |
| 1971       | Rosenborg        | 4 – 1                     | Fredrikstad    | Rolf Nyhus, (Nordstrand IF)               | Ullevaal Stadion, Oslo            | 25 180   |
| 1970       | Strømsgodset     | 4 – 2                     | Lyn            | Einar Røed, (Tønsberg Turn)               | Ullevaal Stadion, Oslo            | 25,744   |
| 1969 (Ú)   | Strømsgodset     | 5 – 3                     | Fredrikstad    | Kåre Sirevaag, (Viking)                   | Ullevaal Stadion, Oslo            | 24 022   |
| 1969       | Strømsgodset     | 2 – 2 *                   | Fredrikstad    | Rolf H. Andersen, (Skeid)                 | Ullevaal Stadion, Oslo            | 27 529   |
| 1968       | Lyn              | 3 – 0                     | Mjøndalen      | Henry Øberg, (Hamar)                      | Ullevaal Stadion, Oslo            | 21 101   |
| 1967       | Lyn              | 4 – 1                     | Rosenborg      | Ivar Hornslien, (Nydalen)                 | Ullevaal Stadion, Oslo            | 27 389   |
| 1966       | Fredrikstad      | 3 – 2                     | Lyn            | Hans Granlund, (Heggedal IL)              | Ullevaal Stadion, Oslo            | 30 335   |
| 1965 (2.Ú) | Skeid            | 2 – 1                     | Frigg Oslo     | Sverre Eugen Olsen, (Akademisk)           | Ullevaal Stadion, Oslo            | 8990     |
| 1965 (Ú)   | Skeid            | 1 – 1 *                   | Frigg Oslo     | Rolf Hansen, (Skiens Grane)               | Ullevaal Stadion, Oslo            | 8 826    |
| 1965       | Skeid            | 2 – 2 *                   | Frigg          | Finn Bolstad, (Skiold)                    | Ullevaal Stadion, Oslo            | 18 821   |
| 1964       | Rosenborg        | 2 – 1                     | Sarpsborg FK   | Johan Riseth, (Namsos)                    | Ullevaal Stadion, Oslo            | 24 665   |
| 1963       | Skeid            | 2 – 0 *                   | Fredrikstad    | Kåre Furulund, (Hasle-Løren)              | Ullevaal Stadion, Oslo            | 31 444   |
| 1962       | Gjøvik-Lyn       | 2 – 0                     | Vard           | Georg Dragvoll, (Brage)                   | Ullevaal Stadion, Oslo            | 31,157   |
| 1961       | Fredrikstad      | 7 – 0                     | Haugar         | Bjørn Borgersen, (Mercantile)             | Ullevaal Stadion, Oslo            | 30 273   |
| 1960 (Ú)   | Rosenborg        | 3 – 2                     | Odd            | Arnold Nilsen, (Nymark IL)                | Ullevaal Stadion, Oslo            | 29 743   |
| 1960       | Rosenborg        | 3 – 3 *                   | Odd            | Harald Heltberg, (Frigg Oslo)             | Ullevaal Stadion, Oslo            | 31 135   |
| 1959       | Viking           | 3 – 1                     | Sandefjord BK  | Trygve Dahlgren, (Urædd)                  | Ullevaal Stadion, Oslo            | 28 195   |
| 1958       | Skeid            | 1 – 0                     | Lillestrøm     | Birger Nilsen, (Grüner IL)                | Ullevaal Stadion, Oslo            | 32 579   |
| 1957       | Fredrikstad      | 4 – 0                     | Sandefjord BK  | Leif Gulliksen, (Ørn Horten)              | Ullevaal Stadion, Oslo            | 33 073   |
| 1956       | Skeid            | 2 – 0                     | Larvik Turn    | Gunnar Andersen, (Ulefoss)                | Ullevaal Stadion, Oslo            | 33 444   |
| 1955       | Skeid            | 5 – 0                     | Lillestrøm     | Henry Klausen, (Sarpsborg FK)             | Ullevaal Stadion, Oslo            | 33 825   |
| 1954       | Skeid            | 3 – 0                     | Fredrikstad    | Finn Å. Bråthen, (Lillestrøm)             | Ullevaal Stadion, Oslo            | 34 794   |
| 1953       | Viking           | 2 – 1                     | Lillestrøm     | Øivind Helgesen, (Liull)                  | Ullevaal Stadion, Oslo            | 31 102   |
| 1952       | Sparta Sarpsborg | 3 – 2                     | Solberg        | Helge Ladim, (Grüner IL)                  | Ullevaal Stadion, Oslo            | 30 639   |
| 1951       | Sarpsborg FK     | 3 – 2 *                   | Asker          | Folke Bålstad, (Mercantile)               | Ullevaal Stadion, Oslo            | 30 639   |
| 1950       | Fredrikstad      | 3 – 0                     | Brann          | Josef Larsen, (Frigg Oslo)                | Ullevaal Stadion, Oslo            | 35 367   |
| 1949       | Sarpsborg FK     | 3 – 1                     | Skeid          | Svend J. Svendsen, (Torp)                 | Ullevaal Stadion, Oslo            | 36 000   |
| 1948       | Sarpsborg FK     | 1 – 0                     | Fredrikstad    | Johan Narvestad, (Hasle-Løren)            | Ullevaal Stadion, Oslo            | 35 000   |
| 1947       | Skeid            | 2 – 0                     | Viking         | Bjarne Halvorsen, (Skiold)                | Brann stadion, Bergen             | 25 000   |
| 1946       | Lyn              | 3 – 2 *                   | Fredrikstad    | Sverre Hermansen, (Fjellkameratene)       | Ullevaal Stadion, Oslo            | 35 000   |
| 1945 (2.Ú) | Lyn              | 4 – 0                     | Fredrikstad    | Nils Gundersen, (Fram Larvik)             | Bislett stadion, Oslo             | 31 412   |
| 1945 (Ú)   | Lyn              | 1 – 1 *                   | Fredrikstad    | Edvin Pedersen, (Gjøa)                    | Sarpsborg stadion, Sarpsborg      | 18 000   |
| 1945       | Lyn              | 1 – 1 *                   | Fredrikstad    | Haakon Engebretsen, (Brage)               | Ullevaal Stadion, Oslo            | 34 162   |
| 1940       | Fredrikstad      | 3 – 0                     | Skeid          | Thorleiv Nordbø, (Frigg Oslo)             | Ullevaal Stadion, Oslo            | 30 000   |
| 1939       | Sarpsborg FK     | 2 – 1                     | Skeid          | Gullik Hagajore, (Tønsberg Turn)          | Tønsberg gressbane, Tønsberg      | 8 000    |
| 1938       | Fredrikstad      | 3 – 2 *                   | Mjøndalen      | Finn Amundsen, (Lyn)                      | Briskeby gressbane, Hamar         | 14 500   |
| 1937       | Mjøndalen        | 4 – 2                     | Odd            | Alf Simensen, (Sarpsborg FK)              | Urædd stadion, Porsgrunn          | 17 000   |
| 1936       | Fredrikstad      | 2 – 0                     | Mjøndalen      | Kåre Gunnar Kinn, (Eidsvold)              | Ullevaal Stadion, Oslo            | 20 000   |
| 1935       | Fredrikstad      | 4 – 0                     | Sarpsborg FK   | Thoralf Christiansen, (Stavanger)         | Sarpsborg stadion, Sarpsborg      | 15 200   |
| 1934       | Mjøndalen        | 2 – 1 *                   | Sarpsborg FK   | Kolbjørn Dæhlen, (Skeid)                  | Sorgenfri gressbane, Trondheim    | 8 000    |
| 1933       | Mjøndalen        | 3 – 1                     | Viking         | Eivind Johansen, (Larvik Turn)            | Ullevaal Stadion, Oslo            | 23 000   |
| 1932       | Fredrikstad      | 6 – 1                     | Ørn Horten     | Oscar Arvid Carlsen, (Lillestrøm)         | Marienlyst stadion, Drammen       | 17 000   |
| 1931       | Odd              | 3 – 1                     | Mjøndalen      | Bjarne H. Bech, (Ørn Horten)              | Lovisenlund idrettsplass, Larvik  | 13 000   |
| 1930       | Ørn Horten       | 4 – 2                     | Drammens BK    | Reidar Randers-Johansen, (Trygg)          | Brann stadion, Bergen             | 6 000    |
| 1929       | Sarpsborg FK     | 2 – 1 *                   | Ørn Horten     | Thoralf Kristiansen, (Gjøa)               | Stavanger stadion, Stavanger      | 13 000   |
| 1928       | Ørn Horten       | 2 – 1                     | Lyn            | Paulus Nilsen, (Brodd)                    | Halden stadion, Halden            | 6 717    |
| 1927       | Ørn Horten       | 4 – 0                     | Drafn          | Fritz Lütcherat, (Hasle-Løren)            | Sandefjord stadion, Sandefjord    | 3 000    |
| 1926       | Odd              | 3 – 0                     | Ørn Horten     | Finn Grefberg, (Frigg Oslo)               | Ullevaal Stadion, Oslo            | 16 000   |
| 1925       | Brann            | 3 – 0                     | Sarpsborg FK   | Fridtjof Johansen, (Holmestrand)          | Fredrikstad stadion, Fredrikstad  | 10 000   |
| 1924       | Odd              | 3 – 0                     | Mjøndalen      | Trygve Høgbergh, (Fagerborg)              | Sorgenfri gressbane, Trondheim    | 7 000    |
| 1923       | Brann            | 2 – 1                     | Lyn            | Karl Aug. Andersen, (Kvik Halden)         | Odds gressbane, Skien             | 8 000    |
| 1922       | Odd              | 5 – 1                     | Kvik Halden    | Thorvald E. Johnsen, (Trygg)              | Brann stadion, Bergen             | 8 000    |
| 1921       | Frigg Oslo       | 2 – 0                     | Odd            | Alf Lagesen, (Drammens BK)                | Vestre Holmen, Kristiania         | 20 000   |
| 1920       | Ørn Horten       | 1 – 0                     | Frigg Oslo     | Fredrik Schieldrop, (Minde)               | Vestre Holmen, Kristiania         | 14 000   |
| 1919       | Odd              | 1 – 0                     | Frigg Oslo     | Peder Christian Andersen, (Kristiania BK) | Fram sportsplass, Larvik          | 10 000   |
| 1918       | Kvik Halden      | 4 – 0                     | Brann          | Ragnvald Smedvik, (Frigg Oslo)            | Marienlyst stadion, Drammen       | 12 000   |
| 1917       | Sarpsborg FK     | 4 – 1                     | Brann          | Arne Wendelborg, (Frigg Oslo)             | Stavanger stadion, Stavanger      | 10 000   |
| 1916       | Frigg Oslo       | 2 – 0                     | Ørn Horten     | Peder Christian Andersen, (Kristiania BK) | Skøitebanen, Trondheim            | 4000     |
| 1915       | Odd              | 2 – 1                     | Kvik Halden    | Peder Christian Andersen, (Kristiania BK) | Sarpsborg stadion, Sarpsborg      | 6000     |
| 1914       | Frigg Oslo       | 4 – 2                     | Gjøvik-Lyn     | Daniel Eie, (Lyn)                         | Frogner stadion, Kristiania       | 10 000   |
| 1913       | Odd              | 2 – 1                     | Mercantile     | Ruben Gelbord, (Stockholm, Svédország)    | Urædd stadion, Porsgrunn          | 10 000   |
| 1912       | Mercantile       | 6 – 0                     | Fram Larvik    | Tryggve Lund, (Odd)                       | Gamle Frogner stadion, Kristiania | 2000     |
| 1911       | Lyn              | 5 – 2                     | Urædd          | Ruben Gelbord, (Stockholm, Svédország)    | Gamle Frogner stadion, Kristiania | 5000     |
| 1910       | Lyn              | 4 – 2                     | Odd            | Theodor Hansen, (Fredrikstad)             | Gamle Frogner stadion, Kristiania | 5000     |
| 1909       | Lyn              | 4 – 3 *                   | Odd            | Christian Wiese, (Akademisk)              | Gamle Frogner stadion, Kristiania | 4000     |
| 1908       | Lyn              | 3 – 2                     | Odd            | Charles Stanley Davis, (Sarpsborg FK)     | Gamle Frogner stadion, Kristiania |          |
| 1907       | Mercantile       | 3 – 0                     | Sarpsborg FK   | August Heiberg Kahrs, (Lyn)               | Nedre Frednes, Porsgrunn          | 4000     |
| 1906       | Odd              | 1 – 0                     | Sarpsborg FK   | Sverre Strand, (SK Grane)                 | Gamle Frogner stadion, Kristiania |          |
| 1905       | Odd              | 2 – 1                     | Akademisk      | Arthur Nordlie, (Lyn)                     | Gamle Frogner stadion, Kristiania | 3000     |
| 1904       | Odd              | 4 – 0                     | Porsgrunds FC  | Thomas Wiborg, (Kragerø IF Turn)          | Skien Sportsplassen, Skien        | 800      |
| 1903       | Odd              | 1 – 0                     | SK Grane       | Finn Hagemann, (Lyn)                      | Gamle Frogner stadion, Kristiania |          |
| 1902       | SK Grane         | 2 – 0                     | Odd            | Bredo Larsen, (Lyn)                       | Gamle Frogner stadion, Kristiania |          |

## Legsikeresebb csapatok
| Klub                 | Győztes | Ezüstérmes | Győztes évek                                                           | Ezüstérmes évek                                      |   |
| -------------------- | ------- | ---------- | ---------------------------------------------------------------------- | ---------------------------------------------------- | - |
| Odd                  | 12      | 9          | 1903, 1904, 1905, 1906, 1913, 1915, 1919, 1922, 1924, 1926, 1931, 2000 | 1902, 1908, 1909, 1910, 1921, 1937, 1960, 2002, 2014 |   |
| Rosenborg            | 12      | 6          | 1960, 1964, 1971, 1988, 1990, 1992, 1995, 1999, 2003, 2015, 2016, 2018 | 1967, 1972, 1973, 1991, 1998, 2013                   |   |
| Fredrikstad          | 11      | 7          | 1932, 1935, 1936, 1938, 1940, 1950, 1957, 1961, 1966, 1984, 2006       | 1945, 1946, 1948, 1954, 1963, 1969, 1971             |   |
| Lyn                  | 8       | 6          | 1908, 1909, 1910, 1911, 1945, 1946, 1967, 1968                         | 1923, 1928, 1966, 1970, 1994, 2004                   |   |
| Skeid                | 8       | 3          | 1947, 1954, 1955, 1956, 1958, 1963, 1965, 1974                         | 1939, 1940, 1949                                     |   |
| Brann                | 6       | 9          | 1923, 1925, 1972, 1976, 1982, 2004                                     | 1917, 1918, 1950, 1978, 1987, 1988, 1995, 1999, 2011 |   |
| Lillestrøm           | 6       | 7          | 1977, 1978, 1981, 1985, 2007, 2017                                     | 1953, 1955, 1958, 1980, 1986, 1992, 2005             |   |
| Sarpsborg            | 6       | 6          | 1917, 1929, 1939, 1948, 1949, 1951                                     | 1906, 1907, 1925, 1934, 1935, 1964                   |   |
| Viking               | 6       | 5          | 1953, 1959, 1979, 1989, 2001, 2019                                     | 1933, 1947, 1974, 1984, 2000                         |   |
| Molde                | 5       | 3          | 1994, 2005, 2013, 2014, 2021–22                                        | 1982, 1989, 2009                                     |   |
| Strømsgodset         | 5       | 3          | 1969, 1970, 1973, 1991, 2010                                           | 1993, 1997, 2018                                     |   |
| Ørn Horten           | 4       | 4          | 1920, 1927, 1928, 1930                                                 | 1916, 1926, 1929, 1932                               |   |
| Vålerenga            | 4       | 2          | 1980, 1997, 2002, 2008                                                 | 1983, 1985                                           |   |
| Mjøndalen            | 3       | 5          | 1933, 1934, 1937                                                       | 1924, 1931, 1936, 1938, 1968                         |   |
| Frigg Oslo           | 3       | 3          | 1914, 1916, 1921                                                       | 1919, 1920, 1965                                     |   |
| Bodø/Glimt           | 2       | 4          | 1975, 1993                                                             | 1977, 1996, 2003, 2021–22                            |   |
| Mercantile           | 2       | 1          | 1907, 1912                                                             | 1913                                                 |   |
| Tromsø               | 2       | 1          | 1986, 1996                                                             | 2012                                                 |   |
| Aalesund             | 2       | –          | 2009, 2011                                                             | —                                                    |   |
| Kvik Halden          | 1       | 2          | 1918                                                                   | 1915, 1922                                           |   |
| SK Grane             | 1       | 1          | 1902                                                                   | 1903                                                 |   |
| Gjøvik-Lyn           | 1       | 1          | 1962                                                                   | 1914                                                 |   |
| Moss                 | 1       | 1          | 1983                                                                   | 1981                                                 |   |
| Bryne                | 1       | 1          | 1987                                                                   | 2001                                                 |   |
| Stabæk               | 1       | 1          | 1998                                                                   | 2008                                                 |   |
| Sparta Sarpsborg     | 1       | –          | 1952                                                                   | —                                                    |   |
| Hødd                 | 1       | –          | 2012                                                                   | —                                                    |   |
| Urædd/Porsgrunds FC  | –       | 2          | —                                                                      | 1904, 1911                                           | – |
| Sandefjord BK        | –       | 2          | —                                                                      | 1957, 1959                                           | – |
| Vard Haugesund       | –       | 2          | —                                                                      | 1962, 1975                                           | – |
| Haugar               | –       | 2          | —                                                                      | 1961, 1979                                           |   |
| Sarpsborg 08         | –       | 2          | —                                                                      | 2015, 2017                                           |   |
| Haugesund            | –       | 2          | —                                                                      | 2007, 2019                                           |   |
| Akademisk Kristiania | –       | 1          | —                                                                      | 1905                                                 | – |
| Fram Larvik          | –       | 1          | —                                                                      | 1912                                                 | – |
| Drafn                | –       | 1          | —                                                                      | 1927                                                 |   |
| Drammens BK          | –       | 1          | —                                                                      | 1930                                                 |   |
| Asker                | –       | 1          | —                                                                      | 1951                                                 | – |
| Solberg              | –       | 1          | —                                                                      | 1952                                                 | – |
| Larvik Turn          | –       | 1          | —                                                                      | 1956                                                 |   |
| Sogndal              | –       | 1          | —                                                                      | 1976                                                 | – |
| Fyllingen            | –       | 1          | —                                                                      | 1990                                                 |   |
| Sandefjord           | –       | 1          | —                                                                      | 2006                                                 |   |
| Follo                | –       | 1          | —                                                                      | 2010                                                 |   |
| Kongsvinger          | –       | 1          | —                                                                      | 2016                                                 |   |

## Nők
A női tornát 1978 óta rendezik meg. A döntőt általában szombaton, a férfi finálét megelőző napon játsszák.

### Döntők
- 1978 BUL 6-5  Trondheims-Ørn (tizenegyesekkel, hosszabbítás után 1–1)
- 1979 BUL 4-1 Sprint/Jeløy
- 1980 BUL 2-0 Trondheims-Ørn (Újrajátszás után)
- 1981 Bøler 2-1 BUL
- 1982 BUL 2-1 Sprint/Jeløy (h.u.)
- 1983 BUL 2-1 Sprint/Jeløy
- 1984 Asker 2-1 Sprint/Jeløy
- 1985 Sprint/Jeløy 1-0 Asker
- 1986 Sprint/Jeløy 3-0 Trondheims-Ørn
- 1987 Sprint/Jeløy 2-1 Klepp
- 1988 Sprint/Jeløy 1-0 Asker
- 1989 Klepp 2-1 Trondheims-Ørn
- 1990 Asker 5-1 Sprint/Jeløy
- 1991 Asker 8-0 Sandviken
- 1992 Setskog/Høland 3-0 Asker
- 1993 Trondheims-Ørn 3-2 Asker
- 1994 Trondheims-Ørn 5-1 Donn
- 1995 Sandviken 3-2 Trondheims-Ørn (h.u.)
- 1996 Trondheims-Ørn 3-0 Klepp
- 1997 Trondheims-Ørn 6-1 Klepp
- 1998 Trondheims-Ørn 4-0 Kolbotn
- 1999 Trondheims-Ørn 1-0 Athene Moss
- 2000 Asker 4-1 Bjørnar
- 2001 Trondheims-Ørn 3-2 Asker
- 2002 Trondheims-Ørn 4-3 Arna-Bjørnar (h.u.)
- 2003 Medkila 2-1 Kolbotn
- 2004 Røa 2-1 Asker
- 2005 Asker 2-1 Team Strømmen (h.u.)
- 2006 Røa 3-2 Asker
- 2007 Kolbotn 4-2 Asker
- 2008 Røa 3-1 Team Strømmen

### Legsikeresebb csapatok
| Klub                                    | Győztes | Ezüstérmes | Győztes évek                                   |
| --------------------------------------- | ------- | ---------- | ---------------------------------------------- |
| Trondheims-Ørn                          | 8       | 5          | 1993, 1994, 1996, 1997, 1998, 1999, 2001, 2002 |
| Asker (2009-től Stabæk)                 | 5       | 8          | 1984, 1990, 1991, 2000, 2005                   |
| BUL                                     | 5       | 1          | 1978, 1979, 1980, 1982, 1983                   |
| Sprint/Jeløy                            | 4       | 5          | 1985, 1986, 1987, 1988                         |
| Røa                                     | 3       | -          | 2004, 2006, 2008                               |
| Klepp                                   | 1       | 3          | 1989                                           |
| Kolbotn                                 | 1       | 2          | 2007                                           |
| Team Strømmen (korábban Setskog/Høland) | 1       | 2          | 1992                                           |
| Sandviken                               | 1       | 1          | 1995                                           |
| Bøler                                   | 1       | -          | 1981                                           |
| Medkila                                 | 1       | -          | 2003                                           |
| Arna-Bjørnar (korábban Bjørnar)         | -       | 2          | -                                              |
| Donn                                    | -       | 1          | -                                              |
| Athene Moss¹                            | -       | 1          | -                                              |